# 林家九蔵
林家 九蔵（はやしや くぞう）は、落語家の名跡。
- 初代林家九蔵 - 現∶三遊亭好楽
- 二代目林家九蔵 - 宮崎県で活動しているアマチュア落語家が2018年1月まで使用していた名前。好楽を初代とし、二代目と名乗っていた。

## 三代目林家九蔵襲名問題
初代の弟子・三遊亭好の助が2018年5月の真打昇進に併せて3代目として襲名を予定していたが、九代目林家正蔵とその母の海老名香葉子から物言いが出たため、襲名を断念した（詳細は三遊亭好の助の項を参照）。

## 二代目
三代目可愛家 小たつは、宮崎県で活動中の「みやざき落語会」代表のアマチュア落語家。1989年から2018年まで林家九蔵の名を使用し、二代目と称した。2015年現在、延岡市に在住している。
1978年、「宮崎県北落語研究会」（現・みやざき落語会）を設立し、「可愛家小たつ」の芸名で延岡市を中心に寄席、落語会を開催し、当時林家九蔵であった三遊亭好楽らとも共演した。その長年の交流により、1989年に好楽から宮崎限定であるが「林家九蔵」を名乗ることを許された。宮崎県内で落語会や寄席の開催、またはプロデュースを行っている。2006年4月より、MRTラジオの「立川らく生の笑いの殿堂」に宮崎県内のアマチュア落語家らとともに出演している。
2018年1月、好楽の弟子である三遊亭好の助が同名跡を襲名する予定（その後破談）に伴い、九蔵の返上を表明。前名の小たつに戻った。

## みやざき落語会
みやざき落語会は、落語は勿論、日本大衆芸能の漫才・漫談・太神楽・紙切り・講談・大道芸などの寄席芸を少しでも多くの宮崎県民に体験してもらおうと活動を続ける団体である。